# Liste der Biografien/Era
Liste der Biografien |
Portal Biografien |
Personensuche
# |
A |
B |
C |
D |
E |
F |
G |
H |
I |
J |
K |
L |
M |
N |
O |
P |
Q |
R |
S |
T |
U |
V |
W |
X |
Y |
Z |
?
 
Ea |
Eb |
Ec |
Ed |
Ee |
Ef |
Eg |
Eh |
Ei |
Ej |
Ek |
El |
Em |
En |
Eo |
Ep |
Eq |
Er |
Es |
Et |
Eu |
Ev |
Ew |
Ex |
Ey |
Ez
 
Era |
Erb |
Erc |
Erd |
Ere |
Erf |
Erg |
Erh |
Eri |
Erj |
Erk |
Erl |
Erm |
Ern |
Ero |
Erp |
Err |
Ers |
Ert |
Eru |
Erv |
Erw |
Erx |
Ery |
Erz
Die Liste der Biografien führt alle Personen auf, die in der deutschsprachigen Wikipedia einen Artikel haben. Dieses ist eine Teilliste mit 83 Einträgen von Personen, deren Namen mit den Buchstaben „Era“ beginnt.

## Era
- Era, Aybi (* 1990), deutsch-türkische Schauspielerin

### Erab
- Erabi, Jusef (* 2003), schwedischer Fußballspieler

### Erad
- Eradlı, Alpaslan (* 1948), türkischer Fußballspieler

### Erak
- Eraković, Marina (* 1988), neuseeländische Tennisspielerin
- Eraković, Strahinja (* 2001), serbischer Fußballspieler

### Eral
- Eralp, Bülent (* 1930), türkischer Fußballspieler
- Eralp, Elif (* 1981), deutsch-türkische Juristin und Politikerin (Die Linke), MdAElif Eralp (* 1981)

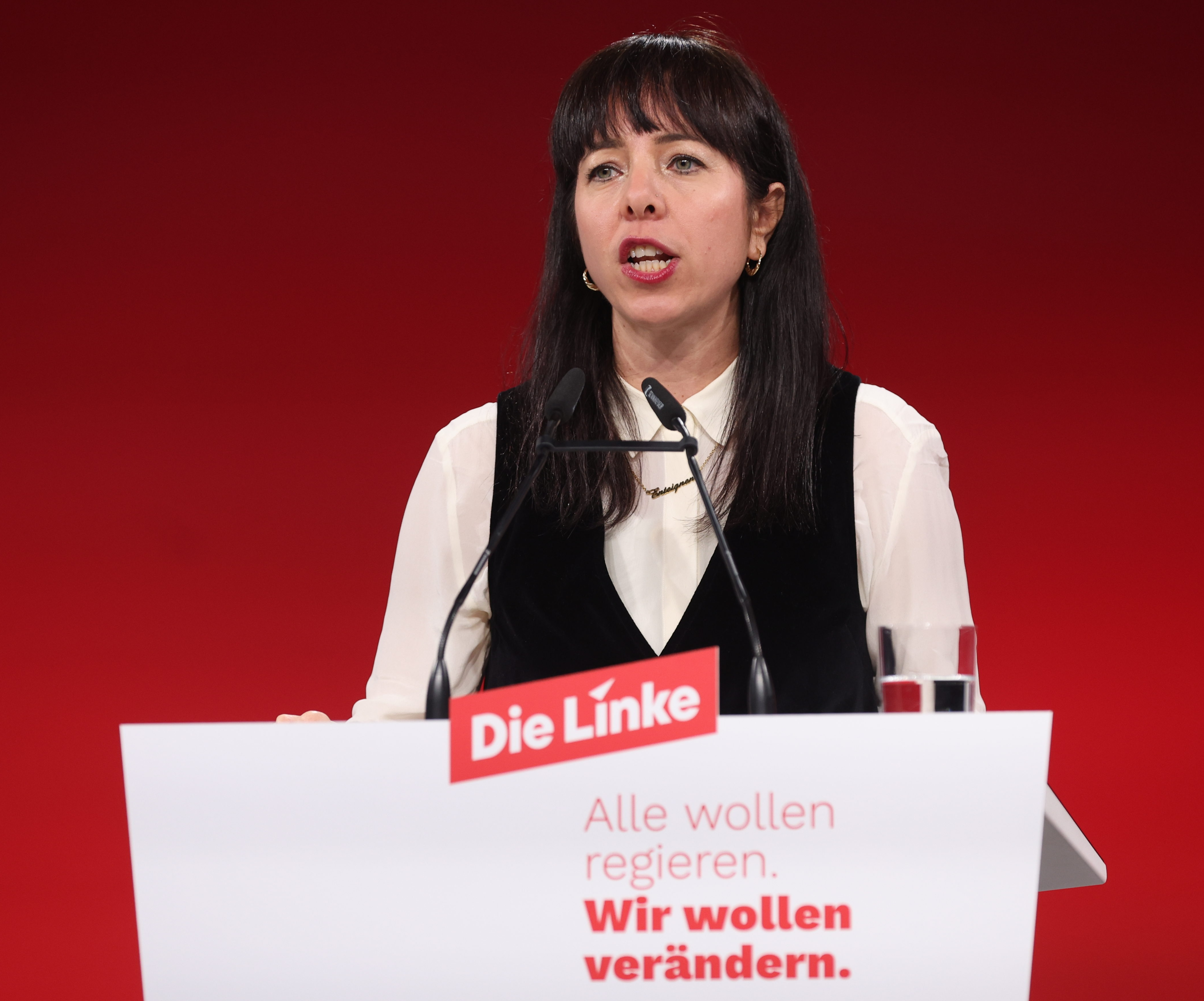
Elif Eralp (* 1981)

### Eran
- Eran, Oded (1941–2023), israelischer Diplomat
- Erang, Hubert (1931–2022), luxemburgischer Kunstturner
- Erang, Mathias (1902–1978), luxemburgischer Kunstturner
- Eranga, Shaminda (* 1986), sri-lankischer Cricketspieler
- Erangey, Paul (1966–2004), britischer Schauspieler
- Eranio, Stefano (* 1966), italienischer Fußballspieler und -trainer
- Eranossian, Otar (* 1993), georgischer Boxer

### Erar
- Érard de Valéry, Ritter, Kreuzfahrer, Großkämmerer von Frankreich
- Érard I., Graf von Brienne
- Érard II. († 1190), Graf von Brienne
- Érard II. von Brienne-Ramerupt († 1250), Herr von Ramerupt
- Érard III. († 1148), Graf von Breteuil
- Érard von Brienne-Ramerupt († 1246), Herr von Ramerupt und Venizy
- Érard, Christian (1939–2023), französischer Ökologe und Ornithologe
- Érard, Sébastien (1752–1831), französischer InstrumentenbauerSébastien Érard (1752–1831)

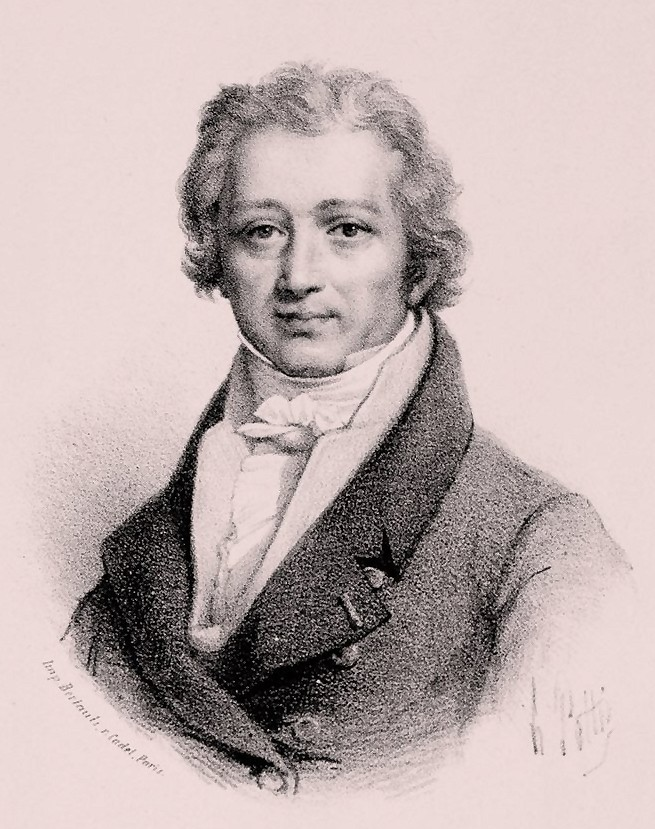
Sébastien Érard (1752–1831)

- Erarich († 541), König der Ostgoten
- Erario, Ignacio (* 1996), argentinischer Langstreckenläufer

### Eras
- Eras, Ernst Heinrich (1890–1975), deutscher Ministerialbeamter
- Eras, Eva (1907–1978), deutsche Schauspielerin und Synchronsprecherin
- Eras, Georg (1877–1961), deutscher Maler, Dichter, Schulleiter und Heimatfreund
- Eras, Wolfgang (1843–1892), deutscher Volkswirt
- Erasim, Melanie (* 1983), österreichische Politikerin (SPÖ)
- Erasinides († 406 v. Chr.), athenischer Feldherr
- Erasistratos, griechischer Arzt
- Erasmi de Rode, Bonifacius († 1560), deutscher Mathematiker und evangelischer Theologe
- Erasmi, Charlotte (1827–1893), deutsche Konservenfabrikantin
- Erasmi, Christoph Anton (1711–1750), deutscher evangelisch-lutherischer Geistlicher
- Erasmos, Mattheus († 1627), römisch-katholischer Geistlicher
- Erasmus Neustetter genannt Stürmer (1523–1594), deutscher katholischer Gelehrter, Theologe, Humanist, Mäzen
- Erasmus von Antiochia († 303), Bischof und Märtyrer der katholischen Kirche
- Erasmus von Rotterdam († 1536), niederländischer HumanistErasmus von Rotterdam († 1536)

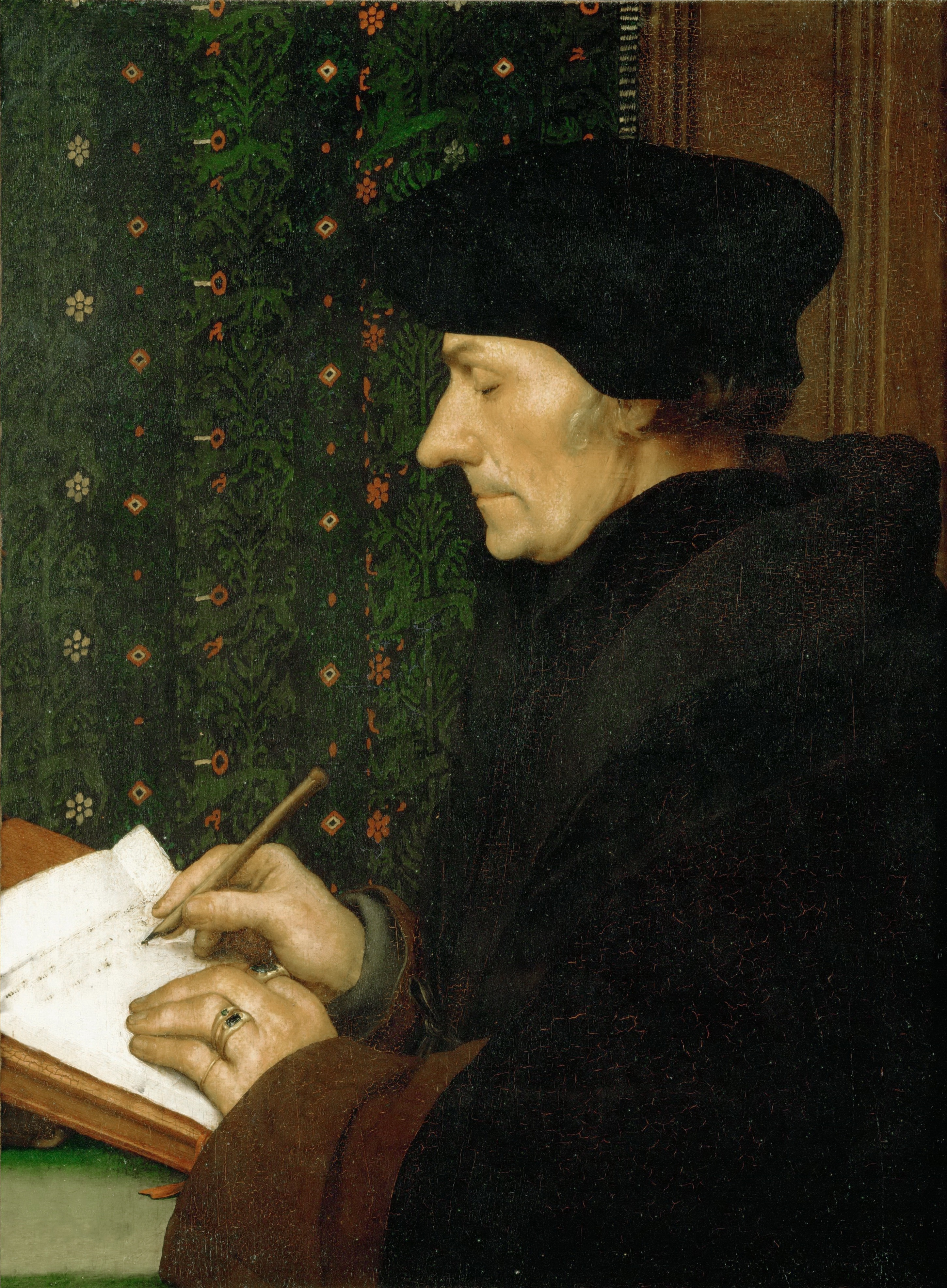
Erasmus von Rotterdam († 1536)

- Erasmus, Ashley (* 2005), südafrikanische Leichtathletin
- Erasmus, Emile (* 1992), südafrikanischer Sprinter
- Erasmus, Gerhard (* 1995), namibischer Cricketspieler
- Erasmus, Julius (1895–1971), deutscher, der zahlreiche Gefallene im Hürtgenwald barg
- Erasmus, Rassie (* 1972), südafrikanischer Rugby-Union-Trainer
- Erasmus, Sonya (* 1984), kanadische Biathletin
- Erasmy, Walter (1924–1993), deutscher Journalist
- Eraso, Javier (* 1990), spanischer Fußballspieler
- Érassa, Affo (* 1983), togoischer Fußballspieler
- Erastus, Mitarbeiter des Apostels Paulus
- Erastus, Thomas (1524–1583), Schweizer reformierter Theologe

### Erat
- Erat, Martin (* 1981), tschechischer Eishockeyspieler
- Erat, Paul (* 1965), österreichischer Skispringer
- Erat, Ruth (* 1951), Schweizer Lehrerin, Schriftstellerin, Malerin und Politikerin
- Erat, Tuğrul (* 1992), türkisch-aserbaidschanischer Fußballspieler
- Erata, İbrahim (* 1998), türkischer Leichtathlet
- Erath, Albert (1793–1885), deutscher Arzt, Autor und Landwirt
- Erath, Anton Ulrich von (1709–1773), deutscher Archivar, Historiker, Publizist uns Jurist
- Erath, Augustinus (1648–1719), Propst von Stift Sankt Andrä an der Traisen
- Erath, Carl Julius (1801–1863), Dichter und Lehrer
- Erath, George Bernard (1813–1891), US-amerikanischer Landvermesser, Offizier und Politiker
- Erath, Hermann (1945–2025), deutscher Diplomat
- Erath, Johannes (* 1975), deutscher Opernregisseur
- Erath, Peter (* 1952), deutscher Sozialwissenschaftler
- Erath, Tanja (* 1989), deutsche RadrennfahrerinTanja Erath (* 1989)

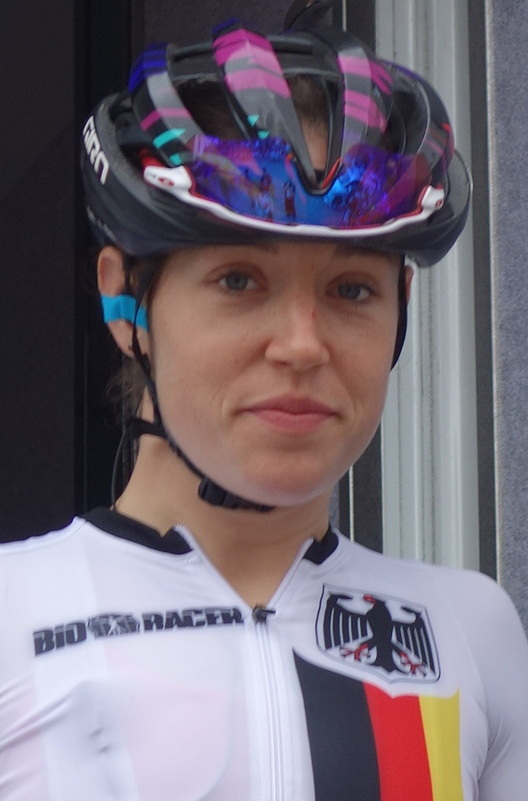
Tanja Erath (* 1989)

- Erath, Vinzenz (1906–1976), deutscher Erzähler
- Erath, Wilhelm (1820–1908), württembergischer Kaufmann und Politiker
- Erato von Armenien, armenische Königin um die Zeitenwende
- Eratosthenes, Politiker in Athen, einer der Dreißig Tyrannen
- Eratosthenes, griechischer Mathematiker, Geograph, Astronom, Historiker, Philologe, Dichter, Leiter der Bibliothek von Alexandria
- Erätuli, Jukka (* 1980), finnischer Snowboarder

### Erau
- Erau, Ella (* 1871), österreichische Theaterschauspielerin
- Erauskin Martínez, Anne (* 1998), spanische Handballspielerin
- Erauso, Catalina de (1592–1650), baskische Soldatin, lebte als TransmannCatalina de Erauso (1592–1650)

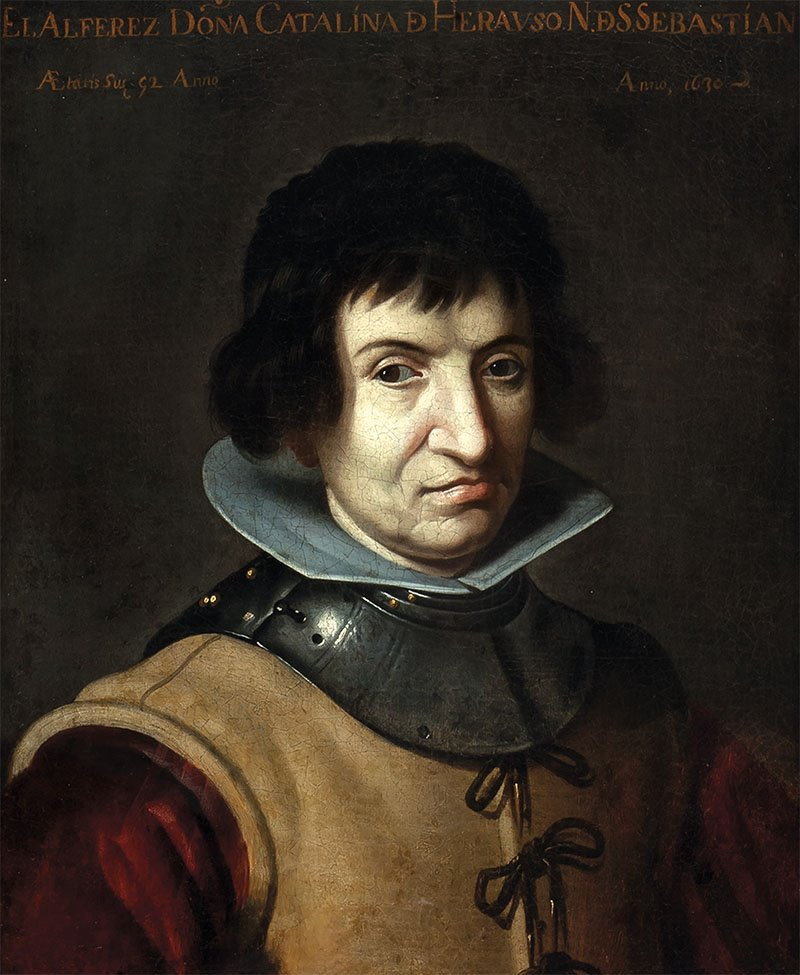
Catalina de Erauso (1592–1650)

- Erausquin, Félix (1907–1987), spanischer Leichtathlet

### Eraw
- Erawati, Dedeh (* 1979), indonesische Hürdenläuferin

### Eray
- Eray, Gülbin (1936–2024), türkische Schauspielerin
- Eray, Nazlı (* 1945), türkische Schriftstellerin
- Eraydın, Başak (* 1994), türkische Tennisspielerin
- Eraydın, Yavuz (* 1976), türkischer Fußballtorhüter
- Erayokan, Orukpe (* 1993), nigerianischer Leichtathlet
- Erayvaz, Deniz (* 2009), türkischer Kinderdarsteller

### Eraz
- Erazo Heufelder, Jeanette (* 1964), deutsche Ethnologin, Dokumentarfilmerin, Autorin mit Schwerpunkt Lateinamerika
- Erazo, Frickson (* 1988), ecuadorianischer Fußballspieler
- Erazo, Valentín, argentinischer Fußballspieler